# Call of Duty: Modern Warfare Remastered
Call of Duty: Modern Warfare Remastered — компьютерная игра в жанре шутера от первого лица, разработанная американской студией Raven Software и изданная компанией Activision в ноябре 2016 года, являющаяся ремастерированной версией Call of Duty 4: Modern Warfare 2007 года. Первоначально игра была выпущена как часть Deluxe-издания Call of Duty: Infinite Warfare на PlayStation 4, Xbox One и Windows, но в середине 2017 года Modern Warfare Remastered вышла автономно. В основе сюжета — борьба Особой воздушной службы Великобритании (SAS) и Корпуса морской пехоты США (USMC) против сепаратизма и ультранационализма.
Разработка игры началась после распространения онлайн-петиций с требованием сделать ремастер Modern Warfare. В качестве главного разработчика обновлённой версии выступила Raven Software, принимавшей активное участие в разработке предыдущих игр франшизы Call of Duty, в то время как создатели оригинальной игры, Infinity Ward, выступили в качестве исполнительного продюсера и консультанта. Modern Warfare Remastered включает в себя обширные графические улучшения, обновлённые анимации и переработанные оригинальные звуковые эффекты с добавлением новых, сохраняя при этом игровой процесс оригинала с небольшими изменениями. В ремастер включён новый контент для мультиплеера и дополнительные читы и достижения.
Обновлённая версия Modern Warfare получила положительные отзывы от критиков и игроков — основными её плюсами называли улучшенную графику, переработанный звук, геймплей и сюжет. В то же время, обновлённый мультиплеер критиковали за проблемы с балансом, а одиночную кампанию — за ритм и игровой искусственный интеллект. Помимо этого, игра стала главным объектом многочисленных споров из-за решения Activision выпустить её исключительно как часть Deluxe-издания Infinite Warfare и включения микротранзакций с завышением цен.

## Игровой процесс
Call of Duty: Modern Warfare Remastered представляет собой шутер от первого лица, в котором игрок поочерёдно управляет несколькими персонажами во время одиночной кампании. Игра включает в себя некоторые модификации, вроде корректировки времени для существующих анимаций, оставаясь при этом почти идентичными оригиналу. В положении лёжа видны руки игрового персонажа и снаряжённое оружие. В многопользовательском режиме игроки теперь могут издеваться над противником — например, осмотреть внешний вид своего оружия, предназначенного для унижения побеждённого игрока.
Однопользовательская кампания полностью идентична своему оригиналу, сохраняя те же коллекционные предметы и читы. Игра имеет полную поддержу достижений в PlayStation Network и Xbox Live с добавлением нескольких новых трофеев — до этого трофеи в Modern Warfare отсутствовали из-за того, что оригинал вышел до их появления.
В Modern Warfare Remastered присутствует полностью обновлённый мультиплеер, имеющий сходства с предыдущими играми серии Call of Duty. Он включает всё те же виды оружия, режимы игры, награды за серию убийств, позволяющие вызывать военные самолёты для воздушной атаки противников или сканирования, и перки, что и оригинальный Modern Warfare. Среди режимов, представленных в игре, есть «Командный бой», «Игра с оружием», в котором игрок получает новое оружие за убийство противников, и «Штаб», где игроки пытаются захватить и защитить определённую область карты от команды врага. Помимо этого, в ремастер добавлен новый режим — «Охота за реквизитом», в котором игроки маскируются под разные неодушевлённые предметы. В игре есть функция, присутствовавшая в предыдущих играх серии — внутриигровые медали, которые присуждаются игрокам за убийство противника при особых обстоятельствах (например, если игрок убил около пятерых игроков кряду не умерев). Кроме того, в многопользовательской игре игрок имеет более широкий выбор кастомизации своего оружия, профиля и персонажей. В ремастере также присутствует обновлённый контент, который разблокируется при выполнении определённых заданий или покупке внутриигровой валюты COD Points за реальные деньги.

## Сюжет
Поскольку игра является ремастер-версией Modern Warfare, то её сюжет полностью повторяет оригинал. Главным героем, за которого игрок управляет большую часть времени, является новобранец и сержант британской Особой воздушной службы (SAS) Джон Мактавиш, более известный как «Соуп»,  который был зачислен в 22-й полк SAS. Помимо этого, в некоторых эпизодах первого акта игровым персонажем становится сержант Корпуса морской пехоты США (USMC) Пол Джексон. В миссиях «Все в камуфляже» и «Убить одним выстрелом» игрок управляет капитаном Прайсом, а уровни оформлены как флешбэк, происходящие в 1996 году в Припяти. На одном уровне после обучения игрок берётся за управление американской телесистемой на борту боевого самолёта Lockheed AC-130, а в эпилоге игры «Над облаками» — за безымянного солдата SAS, проникшего вместе с отрядом в захваченный авиалайнер для спасения VIP-персоны. В начале игры после обучения, игрок видит действия на безымянной стране Ближнего Востока от лица президента Ясира Аль-Фулани, который будет казнён — на этом уровне игрок может только поворачивать головой.
Войска США вторгаются в небольшую ближневосточную страну после государственного переворота, совершённого экстремистом Халидом Аль-Асадом, а солдаты Великобритании проникают на грузовое судно, на борту которого обнаружено ядерное устройство. Вражеские самолёты взрывают корабль, но команда SAS удачно сбегает и направляется в Россию для спасения своего русского информатора Николая из ультранационалистической партии. Разведданные, полученные в результате спасения, указали на то, что у Аль-Асада есть российская ядерная бомба. Тем временем, USMC начинают штурм его дворца, но бомба взрывается, уничтожая большую часть города и всех находящихся.
SAS выслеживает и убивает Аль-Асада в Азербайджане, где выясняется, что он работал с лидером ультранационалистической партии — Имрана Захаева. Затем действие переносится в 1996 год, когда Прайс служил лейтенантом под командованием капитана Макмиллана. Прайс и Макмиллан тогда готовили покушение на Захаева в Припяти, которое провалилось. После убийства Аль-Асада, SAS при поддержке USMC и российских лоялистов предпринимает попытку захватить Виктора Захаева — сына Имрана, но тот совершает самоубийство. Лидер ультранационалистов же захватывает контроль над ядерным пусковым комплексом, вынудив войска Великобритании и США начать совместную операцию по возвращению объекта. Захаев также запускает межконтинентальные баллистические ракеты по Восточному побережью США, и солдаты пытаются попасть на объект и уничтожить ракеты.
Силы Захаева заманивают главных героев в ловушку на мосту, и в результате боёв погибает множество солдат. Игрок убивает Захаева, отвлёкшегося на вертолёт русских лоялистов, который прибыл для спасения SAS и USMC.

## Разработка
Activision решила создать ремастер Call of Duty 4: Modern Warfare после распространения многочисленных онлайн-петиций на подобную тему. Издатель поручил заняться обновлённой версией американской студии Raven Software, до этого плотно работавшей над предыдущими играми в серии Call of Duty начиная с Black Ops, в то время как студия Infinity Ward, разработавшей оригинал, выступала как консультант и исполнительный продюсер. Директор Raven Дэвид Пеллас говорил, что каждый сотрудник студии согласился на создание ремастер, пообещав сильно сосредоточиться на нём, пересмотре термина «ремастер» и сохранив любовь к оригинальной игре. Большая часть Modern Warfare была «переделана с нуля» благодаря обновлению исходного кода движка IW Engine, материалов и эффектов, доступ к которым предоставили Infinity Ward. Игра работает в разрешении 1080p, которое на PlayStation 4 Pro увеличено до динамического 4K, со скоростью 60 кадров в секунду и разработана на самой последней на тот момент версии IW Engine.
Raven хотела, чтобы ремастер имел «преданный» опыт для фанатов подсерии Modern Warfare и познакомить новичков во франшизе, к которому игроки привыкли в последних играх Call of Duty, но отражающим реальность. Перед созданием, разработчики просмотрели многочисленные сообщения в соцсетях и фан-сайтах от активных игроков Modern Warfare, чтобы понять, чего они бы хотели видеть в обновлённой версии. Пеллас отмечал, что риск получения негативной реакции фанатов от изменений в ремастере и желание оправдать их ожидания были крайне пугающими факторами для Raven — из-за этого, они решили сохранить игровой процесс практически неизменным. Были внесены небольшие изменения в длительность существующих анимаций, вроде перехода на наведение на прицел снайперской винтовки, чтобы быть как можно ближе к оригиналу.
Чтобы привести визуальные эффекты Modern Warfare в соответствие с современными стандартами качества, улучшения в окружении разрабатывались «закрашиванием» — так называемой процедурой, в которой устанавливается определённая цветовая гамма и создаётся скриншот уровня, который затем накладывается на концепт-арт. Raven хотели придать миру ощущение «историчности» и в него было добавлено больше мелких визуальных деталей. В игре значительно улучшили качество текстур, теней, отображение и освещение — объекты были реконструированы заново, а такие функции, как более реалистичная физика, использовалась, например, для одежды. Ремастер Modern Warfare стал первой игрой в своей серии, в которой каждое оружие выбрасывает патроны своего типа, что было достигнуто за счет вставленных патронов, оставшихся в оружии перед выбрасыванием; идентичные патроны, отдельные от вставленных, выбрасывались в предыдущих играх. Но при этом, разработчики столкнулись с некоторыми проблемами при модернизировании графики из-за того, что ремастер разрабатывался на последней версии движка IW Engine — некоторые визуальные обновления не подходили для новых технологий, из-за чего их приходилось переделывать заново. Движения NPC улучшили для придания большей реалистичности. В однопользовательской кампании студия добавила несколько новых анимаций от первого лица для большего погружения в игру и улучшила управление камерой.
Ремастеринг звука включал реверберацию, глубину и пространственные эффекты — подобные улучшения Raven разрабатывала «наложением нескольких звуков на одно». Кроме того, обновлённая версия использует ряд звуковых эффектов, которого не было в оригинале. Вся музыка и озвучка в игре сохранилась, однако диалоги Аль-Асада на арабском языке были сильно изменены и перезаписаны для более точного перевода субтитров на английский язык. В качестве мелочей в диалогах были изменения порядка строк и слов в репликах героев и добавление нескольких фраз в начальном «тренировочном» уровне. После негативных отзывов игроков на игровой конференции Call of Duty: XP 2016 года, разработчики всё же вернули изменения в мультиплеере, а звуки оружия были изменены для большей схожести с оригиналом.
Помимо обновления почти всех элементов игры, в обновлённую версию добавили множество новых функций. Изначально мультиплеер оставался неизменным, десять из первоначальных шестнадцати карт были представлены на релизе после того, как Raven поняли, что не смогут модернизировать каждую карту к дате выхода — остальные шесть вышли несколько недель спустя в качество бесплатного обновления. Поддержка многопользовательского режима началась с декабря 2016 года, чтобы игроки продолжали вкладываться в игру, получали различные косметические предметы или новые виды оружия по бизнес-модели. В игру добавили систему ящиков с добычей, содержащие случайные предметы, а их выпадающие запасы можно получить после покупки COD Points или с помощью кредитов, заработанных во время матчей. Кредиты — ещё одна внутриигровая валюта для изготовления предметов, которая получается также из дубликантов предметов из ящиков. Raven опубликовали список сезонных событий, в котором был представлен новый, но похожий на старый контент для кастомизации, режимы и варианты существующих карт. Во время событий добавлялись дополнительные виды оружия как ближнего, так и огнестрельного характера, вместе с другими обновлениями.

## Анонс и выход
Первые новости о Call of Duty: Modern Warfare Remastered просочились на Reddit 27 апреля 2016 года до официального анонса. В сеть утекли скриншоты предзаказов Target и бандл с предстоящей Infinite Warfare. В этот же день официальный аккаунт Call of Duty в Твиттере отреагировал двумя волнующимися смайликами на твит 2014 года от фаната, который говорил о ремастере, что подогрело слухи. 29 апреля в сеть утекла ещё и реклама с Infinite Warfare, в котором мелькнул ремастер, содержащий однопользовательскую кампанию и десять карт для мультиплеера.
Call of Duty: Modern Warfare Remastered была официально анонсирована 2 мая во время показа трейлера Infinite Warfare. На выставке E3 2016 был продемонстрирован трейлер кампании. Там же стало известно, что владельцы PlayStation 4, предзаказавшие специальное издание Infinite Warfare, смогут сыграть в сюжетную кампанию за 30 дней до выхода благодаря эксклюзивного соглашения между Activision и Sony. 14 июля был продемонстрирован геймплей миссии «Корабль» (англ. Crew Expendable), а на конференции Call of Duty: XP 2016 разработчики показали мультиплеер, в который даже дали поиграть посетителям. В сентябре вышло несколько трейлеров как для многопользовательской, так и для одиночной игры.
Modern Warfare Remastered вышла 4 ноября 2016 года на PlayStation 4, Xbox One и Windows как часть изданий «Legacy», «Legacy Pro» и «Digital Deluxe» к Infinite Warfare. На дисках игра продавалась также строго с последней на тот момент игрой в серии. Activision подтвердили, что Infinite Warfare обязана быть купленной и установленной для воспроизведения Modern Warfare. Летом 2017 года ремастер всё же вышел отдельно от Infinite Warfare — в июне игра была сначала выпущена на PlayStation 4, а в июле — на Xbox One и Windows.
8 марта 2017 года издатель анонсировал DLC «Variety Map Pack», который ранее выходил с оригиналом — он содержал четыре дополнительные карты и десять редких ящиков с припасами. Пакет вышел 21 марта на PlayStation 4, а на Xbox и Windows — 21 апреля. DLC не продаётся при покупке на дисках. В марте 2019 года ремастер был временно бесплатной игрой месяца на PlayStation 4, доступной по подписке PlayStation Plus.
Летом 2018 года, благодаря уязвимости в защите Steam Web API, стало известно, что точное количество пользователей сервиса Steam, которые играли в игру хотя бы один раз, составляет 194 722 человека.

## Отзывы критиков
| Сводный рейтинг       | Сводный рейтинг                        |
| Агрегатор             | Оценка                                 |
| --------------------- | -------------------------------------- |
| GameRankings          | 85,36 %                                |
| Metacritic            | (PS4) 83/100 (XONE) 89/100 (PC) 86/100 |
| Иноязычные издания    |                                        |
| Издание               | Оценка                                 |
| Destructoid           | 8/10                                   |
| Hardcore Gamer        | 3,5/5                                  |
| IGN                   | 8,5/10                                 |
| Push Square           | 9/10                                   |
| Русскоязычные издания |                                        |
| Издание               | Оценка                                 |
| «Игры Mail.ru»        | 8/10                                   |

Согласно сайту-агрегатору Metacritic, Call of Duty: Modern Warfare Remastered получила «в целом положительные отзывы» на всех трёх платформах — наиболее высокую оценку получила версия на Xbox One, наименее высокую — версия на PlayStation 4. Джой Тармонд из Push Square описал ремастер как «смехотворно точный ремейк», который доводит «старую игру за более современной эпохой почти до совершенства». Редакция IGN наградила Modern Warfare Remastered в номинации «Лучший ремастер» 2016 года.
Критики высоко оценили улучшенную графику, переработанный звук и другие модификации. Джой Тармонд из Push Square и Сэм Уайт из GQ посчитали, что ремастер выглядел и звучал как современный релиз, назвав его «не чем иным, как глубоким подвигом» и «потрясающим техническим переосмыслением». Некоторые критики сочли, что благодаря целому ряду улучшений, Modern Warfare больше походит на ремейк. Крис Картер из Destructoid похвалил «нежные» различия между оригиналом, более живые уровни и улучшенную кинематографичность от первого лица. Несмотря на то, что некоторые критики хвалили масштабы ремастера, некоторые посчитали графику не совсем передовой и отмечали незначительные недостатки.
Современный сеттинг и геймплей в одиночной кампании получили крайне высокую оценку, как и оригинальная игра. Критики назвали повествование «прогрессивно-мыслящим», искренним и раздвинувшим грани нарратива в жанре шутер от первого лица. Destructoid посчитал, что сюжет игры с тех пор превзошли конкуренты, но в него всё равно стоит поиграть из-за большого разнообразия и взаимоотношений между Соупом и Прайсом. Игровой процесс признавали приятно сложным и неотложным, а Кайли Плэгги из IGN отмечала, что в игре ты чувствуешь себя «отягощённым, обремененным и отчаянным». Помимо этого, критики хвалили дизайн локаций, декорации и акцент на командной работе.
Многопользовательский режим также получил положительный отклик. Push Square отмечали его верность оригиналу. Destructoid хвалил дизайн карт и привлекательный для новичков геймплей, требующий лишь ловкости и навыков. Критики называли мультиплеер «освежающим» и таким же приятным, как и более «быстрые» мультиплееры поздних частей Call of Duty. Некоторые сравнивали Modern Warfare Remastered с Infinite Warfare — благодаря более простому левел-дизайну, Modern Warfare показал, что «меньшее может быть куда больше» и допускает куча стилей для геймплея.
Журналисты отмечали некоторые аспекты, которые считались «состарившимися» и всё ещё нуждающимися в улучшениях. Критики объяснили многочисленные улучшения желанием сохранить аутентичность Modern Warfare для фанатов. Некоторые критики ругали мультиплеер за проблемы с балансировкой, арсенала оружия и обнаружения столкновений. IGN посчитали, что большинство многопользовательских карт и уровней кампании в первую очередь предназначались для игроков, предпочитающих укрытия. Мэтт Мартин из VG247 критиковал левел-дизайн карт за линейность, которая не всегда кажется правильной. Кевин Дансмор из Hardcore Gamer остался разочарован решением сохранить бесконечный поток появляющихся врагов в однопользовательской игре и посчитал арсенал оружия «скудным». Некоторые также отмечали проблемы с темпом повествования, сохранившиеся проблемы с искусственным интеллектом врагов, которые «полагаются на количество, а не на хитрость», и что союзники всячески мешают игроку.
Игроки критиковали Windows-версию ремастера по многим причинам. На выходе в Steam её рейтинг отзывов составлял как «в основном отрицательные» — в многочисленных отзывах отмечалась слабая производительность, читы и низкое количество игроков. Игроки почувствовали, что Activision не смогли обеспечить адекватную поддержку ПК-версии, отдав предпочтение консолям. Джеймс Дейвенпорт из PC Gamer отмечал, что для хорошего прохождения потребуется дорогой работоспособный компьютер и критиковал мультиплеер за отсутствие активных игроков и пользовательских серверов. Во время тестирования игры после разработки, ПК-версию тестировал лично Дэвид Пеллас, который перед выходом заявил, что она «воспроизводится потрясающе» и имеет «фантастическую» частоту кадров, хоть и отметил, что тестирование проводилось на высококлассном компьютере.

## Споры

### ПродажаModern Warfare Remasteredвместе сInfinite Warfare
Modern Warfare стала объектом многочисленных споров ещё до своего выхода. Перед релизом большинство крайне негативно встретили решение Activision продавать обновлённую версию только вместе с Infinite Warfare в специальных изданиях. Критики отмечали, что анонс ремастера фанаты встретили положительно, но рассматривали их решение «антипотребительским», заставляющим игроков платить больше, чем необходимо. Hardcore Gamer назвали подобный шаг «отвратительным», Push Square — «нелепой» и «самой настоящей пулей в лицо всем потребителям» из-за влияния Modern Warfare как в своей франшизе, так и в жанре. Некоторые посчитали, что Activision решили продать ремастер вместе с Infinite Warfare из-за недоверия в последнюю и обеспечения дальнейшего роста серии. Другие же писали, что Modern Warfare Remastered по-прежнему будет выгодна издателю. Push Square полагали, что автономный выпуск игр позволит Activision заслужить доверие, а поклонники продолжат покупать Call of Duty. Они также спрогнозировали приток подержанных копий комплектов Infinite Warfare с Modern Warfare Remastered, что в конечном счёте обесценит первую и сократит количество продаж. Однако некоторые назвали решение Activision «блестящим», рассматривая каждую игру во франшизе как уникально привлекательную как для бывших, так и для давних поклонников серии.

### Добавление микротранзакций
Добавляя новый контент через несколько недель после выхода, Activision решили включить микротранзации в мультиплеер, которые отсутствовали в оригинальной игре. Датамайнеры ранее в файлах игры обнаружили скрытое оружие — фанаты посчитали это за списанный контент или указание на будущие виртуальные товары. Добавление микротранзакций получило негативный отклик от журналистов. PCGamesN назвали это решение «сыпанием соли на рану» после критики с продажей ремастера вместе с Infinite Warfare. Высказывались опасения, что в ремастере благодаря донатам игроки получать очевидное преимущество в геймплее, как это было с последними на тот момент играми в Call of Duty. Другие писали, что Activision ставили доход от игр и микротранзакций выше улучшений и подают другим издателям видеоигр пример продажи переизданий с новым или отсутствующим контентом за дополнительную плату.
Мнения о донатах в Modern Warfare Remastered после их включения, были неоднозначными. Hardcore Gamer остались разочарованными тем, что оружие было «заперто за платным доступом», из-за чего приходится полагаться на открытые ящиков. В 2019 году редакция Kotaku писала, что система лутбоксов в ремастере имеет недостатки и требует выполнение повторяющихся задач для тех, кто не хочет тратить свои деньги.

### Цена на DLC и автономную версию
После анонса пакета карт Variety в марте 2017 года, Activision подверглась обструкции за своё решение о том, что DLC не будет бесплатным. Фанаты утверждали, что пакет карт должен был быть выпущен вместе с ремастером на выходе, а также что перепродажа DLC по более высокой цене, чем изначально, было «безнравственно». Джим Стерлинг писал, что данное решение только подчёркивает, «насколько изящно Activision может издеваться над своими клиентами и выходить сухим из воды», а Hardcore Gamer назвали продажу DLC «одним из крупнейших грабежей за последнее время», сославшись на повышение цен из-за инфляции. Некоторые журналисты посчитали, что если бы DLC было бы бесплатным, то это помогло бы преодолеть неуверенную поддержку после критики Infinite Warfare и успехов Battlefield 1. С другой же стороны, VG247 высказал мнение, что DLC продаётся потому, что ремастер не был продан за полную цену.
Когда вышла автономная версия ремастер, игра снова подверглась критике за отсутствие DLC и ценник. Некоторые журналисты сочли, что комплект Infinite Warfare со скидкой предлагает более выгодное соответствие цены и качества. Rock, Paper, Shotgun раскритиковали стоимость автономной игры и DLC за продажу по отдельности и сочли, что в общей сложности не стоит своей цены. База игроков в ремастере в Steam серьёзно сократилась за предыдущие месяцы, и редакция сайта пришла к выводу — «То, что должно было быть захватывающим, погрязло в раздражении». Джордан Девор из Destructoid также осудил политику в отношении Modern Warfare Remastered, заявив о своей незаинтересованности в покупке автономного режима после полугодового ожидания, констатировав — «Возможно, я и расстался бы с такой суммой денег в прошлом году, но не сейчас. Сейчас уже слишком поздно».